# Benjamín Mazar
Benjamin Mazar (en hebreo: בנימין מזר; nacido Biniamín Zeev Maisler; Ciechanowiec, Polonia, 28 de junio de 1906 - Jerusalén, 9 de septiembre de 1995) fue un historiador y arqueólogo israelí, reconocido como el «decano de los arqueólogos bíblicos».[cita requerida]

## Biografía
Benjamín Mazar es conocido principalmente por sus excavaciones al sur y suroeste del Monte del Templo en Jerusalén. En 1932 realizó la primera excavación arqueológica bajo auspicios judíos en Eretz Israel, en Beit Shearim, donde investigó las catacumbas más grandes que se hayan encontrado en Israel. En 1943 decide emigrar al Mandato británico de Palestina. En 1948 fue el primer arqueólogo en recibir permiso de excavación del recién establecido Estado de Israel. 
Mazar se formó como asiriólogo y fue experto en historia bíblica, autor de más de 100 publicaciones sobre el tema. Desarrolló también el campo de la geografía histórica de Israel. Durante décadas se desempeñó como presidente de la Sociedad de Exploración de Israel y del Consejo Arqueológico de Israel (que fundó como autoridad responsable de todas las excavaciones y estudios arqueológicos en este país). Entre 1951 y 1977, Mazar enseñó historia bíblica y arqueología en la Universidad Hebrea de Jerusalén. En 1952 se desempeñó como rector de la universidad, y a partir de 1953 como presidente, cargo que ocupó durante ocho años. Sus estudiantes lo consideraban un maestro inspirador y líder académico. 
Fundó el campus de la Universidad Hebrea en Givat Ram y la Escuela de Medicina y Hospital Hadassah en Ein Karem. Dirigió el desarrollo académico de la universidad hasta convertirla en una de las universidades líderes en el mundo (según el ranking ARWU)[cita requerida].

## Familia
Benjamín Mazar fue tío del también arqueólogo Amihai Mazar y abuelo de la arqueóloga Eilat Mazar. Fue también cuñando del segundo presidente de Israel, Itzjak Ben-Zvi.